# Tranås község
Tranås község (svédül: Tranås kommun) Svédország 290 községének egyike.  Jönköping megyében található, székhelye Tranås.

## Települések
A község települései:
| Település  | Népesség | Megjegyzés         |
| ---------- | -------- | ------------------ |
| Gripenberg | 282      |                    |
| Sommen     | 789      |                    |
| Tranås     | 14017    | a község székhelye |